# روبي هيريرا
روبي هيريرا (بالإنجليزية: Robbie Herrera)‏ (12 يونيو 1970 في المملكة المتحدة - ) هو لاعب كرة قدم بريطاني في مركز الدفاع. لعب مع كوينز بارك رينجرز ونادي توركي يونايتد ونادي فولهام ونادي ليتون أورينت ونادي ميرثير تيدفيل ‏ وBideford A.F.C. ‏ وغرايز أتلاتيك ‏ ونادي تاونتون تاون ‏ وTorrington F.C. ‏.

## وصلات خارجية
- روبي هيريرا على موقع قاعدة بيانات كرة القدم.إي يو (الإنجليزية)
- روبي هيريرا على موقع Soccerbase.com (لاعب) (الإنجليزية)